# Eristalis gatesi
Eristalis gatesi (лат.) — вид мух-журчалок из подсемейства Eristalinae. Эндемик Коста-Рики. Названа в честь Билла Гейтса, основателя корпорации Microsoft, в признание его вклада в компьютерную революцию.

## Описание
Встречаются в высокогорных туманных лесах Коста-Рики на высотах 3—5 км. Грудка чёрная. Ноги в целом чёрные, кроме желтоватой бороздатости на передних голенях и передних и средних лапках. Лоб желтовато-белый. Усики в основном оранжевые. Первый тергит брюшка чёрный; на 2—3 тергитах жёлтые отметины. Чёрно-жёлтое сочетание окраски брюшка уникально среди представителей подсемейства Eristalinae. Обнаруживались на цветах растений из родов Крестовник (Senécio; семейство Астровые) и Вакциниум (Vaccinium; семейство Вересковые).